# 우스만 앨리
우스만 알리(Usman Ally, 1982년 1월 1일 ~ )는 미국의 배우이다.
에스와티니에서 태어났다.

## 영화
- 시카고 오버코트 (2009, Chicago Overcoat)
- 저스트 라이크 어 우먼 (2012, Just Like a Woman) - 우스만 역
- 헌트 (2020)
- 그림커티 (2022)